# Հ

Հとհ

筆記体

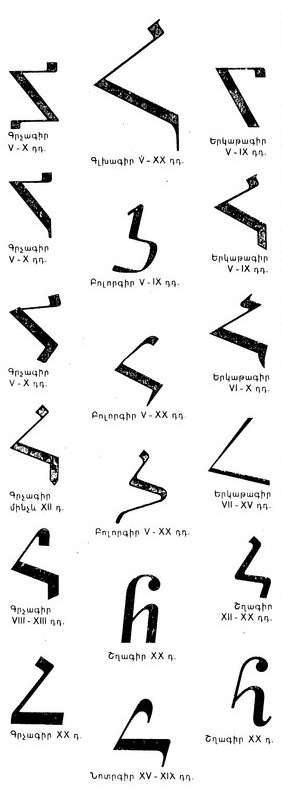
Հとհの様々な書体

Հ, հ（アルメニア語: հոまたはհօ、発音はho）は、アルメニア文字の16番目の文字である。405年ごろにメスロプ・マシュトツによって作成されたと見られる。

## 使用
東アルメニア語と西アルメニア語では無声声門摩擦音[h]を表す。ただし、東アルメニア語では語尾で発音されない場合もある（աշխարհ、նախագահなど）。また、ロシア語などに翻訳する時は脱落することが多い（Սանահին → Санаин、Համբարձումյան → Амбарцумян、Շահումյան → Шаумянなど）。記数法では70を表す。東アルメニア語のラテン文字転写では「H」と記す。
古典アルメニア語に無声唇歯摩擦音[f]はなかったため、古代ペルシア語からの借用語はこの文字で転写することが多い（հրաման、օրհնեմなど）。
また、ソ連時代および現行のアルメニア共和国の正書法での文字の整理により、語頭で[h]と発音する「Յ」は全てこの文字へ書き換えられる（յարմար → հարմար、Յովհաննէս → Հովհաննես、Յակոբ → Հակոբなど）。

## 書体
この文字は字形の差異が大きい文字の1つである。

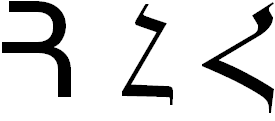
異なるフォントにおける大文字の3つの主な字形

## 符号位置
| 文字 | Unicode | JIS X 0213 | 文字参照        | 備考 |
| ---- | ------- | ---------- | --------------- | ---- |
| Հ    | U+0540  | -          | &#x540; &#1344; |      |
| հ    | U+0570  | -          | &#x570; &#1392; |      |